# Thomas Dunne
Pour les articles homonymes, voir Dunne.
Thomas Raymond Dunne, né le 24 octobre 1933 et mort le 6 janvier 2025 est le Lord-lieutenant de Hereford et Worcester en 1977, puis (après la restauration des comtés historiques) le Lord-lieutenant du Worcestershire de 1998 à 2001 et le Lord Lieutenant du Herefordshire jusqu'en 2008.

## Biographie
Sir Thomas est né en 1933, fils de Philip Russell Rendel Dunne, officier militaire et homme politique. Il fait ses études au Collège d'Eton et à l'Académie royale militaire de Sandhurst.
Il est nommé Lord Lieutenant de Hereford et Worcester en 1977, trois ans après la fusion des comtés administratifs de Herefordshire et de Worcestershire pour former Hereford et Worcester. En 1995, il est fait chevalier et commandeur de l'Ordre royal de Victoria. En 1998, Hereford et Worcester sont revenus à leurs comtés d'origine, et Sir Thomas est Lord Lieutenant de Herefordshire et Lord Lieutenant de Worcestershire. Il prend sa retraite de ce dernier poste le 31 juillet 2001. Il est président de l'Association des Lord Lieutenants. En 2008, il est nommé Chevalier de l'Ordre de la Jarretière.

## Famille
Thomas Dunne est le père de:
- Camilla Rose Dunne, mariée à Rupert Soames (fils de Christopher Soames et Mary Churchill et petit-fils de Winston Churchill) en 1988 [4].
- Philip Martin Dunne, député du Parti conservateur de Ludlow depuis 2005.
- Letitia Dunne.
- Nicholas Dunne, marié à Lady Jasmine Cavendish, fille de Peregrine Cavendish

## Distinctions
- Chevalier de l'ordre de la Jarretière (KG) en 2008.